# 60a Divisió (Exèrcit Popular de la República)
La 60a Divisió va ser una de les divisions de l'Exèrcit Popular de la República que es van organitzar durant la Guerra Civil espanyola sobre la base de les Brigades Mixtes. Va arribar a operar en els fronts de l'Ebre i Segre.

## Historial
En el front nord la 2a Divisió asturiana havia emprat aquesta numeració breument, en 1937.
L'abril del 1938 es va crear a Catalunya una divisió que va adoptar aquesta numeració. La unitat, composta per les brigades mixtes 84a, 95a i 224a, va quedar integrada en el XVIII Cos d'Exèrcit i desplegada al front del Segre. Els seus comandaments procedien de l'Escola Popular de Guerra, si bé mancaven de prestigi militar. Al maig la unitat va arribar a participar en l'ofensiva de Balaguer, sent sotmesa posteriorment a una reorganització.
Al començament d'agost va creuar l'Ebre per a participar en l'ofensiva republicana, quedant agregada com a reserva del XV Cos d'Exèrcit. El 7 d'agost les seves forces van rellevar a la 16a Divisió, molt desgastada després dels combats dels primers dies. Posteriorment substituirà a la 3a Divisió, en el sector de La Pobla de Massaluca. A partir d'aquest moment la 60a Divisió va passar a cobrir el sector que anava des de Vilalba dels Arcs i La Fatarella. Durant les següents setmanes va haver de fer front a nombrosos assalts franquistes contra les seves línies, sofrint unes baixes que van afectar el 60% dels seus efectius. Greument desgastada, a la fi d'agost la unitat va ser rellevada per altres forces i va travessar el riu; va passar a cobrir la zona del Baix Ebre, en substitució de la 3a Brigada Mixta.
Durant la campanya de Catalunya no va tenir un paper rellevant, i es va retirar cap a la frontera francesa.

## Comandaments
Comandants
- major de milícies Manuel Ferrándiz Martín;[1]

Caps d'Estat Major
- comandant Ernesto Rafales Lamarca;[13][14]

Comissaris
- Francesco Scotti,[15] del PSUC;

## Ordre de batalla
| Data             | Cos d'Exèrcit adscrit | Brigades Mixtes integrades | Front de batalla   |
| ---------------- | --------------------- | -------------------------- | ------------------ |
| Agost de 1937    | XVII Cos d'Exèrcit    | 194a, 192a i 193a          | Astúries-Santander |
|                  |                       |                            |                    |
| Abril de 1938    | XVIII Cos d'Exèrcit   | 95a, 84a i 224a            | Segre              |
| Agost de 1938    | XV Cos d'Exèrcit      | 95a, 84a i 224a            | Ebre               |
| Desembre de 1938 | XVIII Cos d'Exèrcit   | 95a, 84a i 224a            | Segre              |